# 서형승
서형승(1992년 9월 22일 ~ )은 대한민국의 축구 선수이며 포지션은 공격수이다.